# Деревняк
Деревняк (Climacium) — рід мохів родини Climaciaceae. Види цього роду зустрічаються в Євразії, Північній Америці та Австралії.
Види:
- Climacium acuminatum Warnst.
- Climacium americanum Brid.
- Climacium dendroides Weber & D.Mohr, 1804
- Climacium japonicum Lindb.